# سر امرأة (فلم)
سر امرأة هو فيلم مصري عُرض عام 1960، بطولة هدى سلطان وصلاح ذو الفقار وعماد حمدي وعايدة هلال، ومن إخراج عاطف سالم.

## قصة الفيلم
يجد أحد الرجال نفسه قد اكتفى من رتابة الحياة الزوجية التي يحياها، مما يدفعه للسعي نحو علاقة جديدة، وتسوقه الأقدار للتعرف على راقصة، وعندما تزوره ذات يوم في منزله، تجد الراقصة أنه قد مات مقتولا، وفي أثناء التحقيقات تكتشف الشرطة أن لهذه الراقصة أخًا يتولى الإنفاق عليها، والذي يقوم بالدفاع عنها في محاولة لمعرفة القاتل الحقيقي.

## طاقم التمثيل
- هدى سلطان: (فتحية أحمد حسن)
- صلاح ذو الفقار: (أحمد)
- عماد حمدي: (رؤوف أدهم - المقاول)
- عايدة هلال: (روحية)
- عمر الحريري: (راشد حسين - المحامي)
- نجوى فؤاد: (سنية)
- سعيد خليل: (وكيل النيابة)
- نظيم شعراوي: (القاضي)
- فيكتوريا حبيقة: (لبيبة طانيوس جبران)
- عباس رحمي: (الطبيب الشرعي)
- نبيل الألفي: (عادل رأفت)
- أحمد لوكسر: (ضابط التحقيق)
- عبد المنعم سعودي: (عضو اليمين)
- ميمي جمال: (فتحية وهي صغيرة)
- عبد العظيم كامل: (أخصائي المعمل الجنائي)
- إبراهيم حشمت: (الطبيب)

## فريق العمل
- إخراج: عاطف سالم
- قصة: روفائيل جبور
- سيناريو وحوار: يوسف عيسى
- مدير التصوير: برونو سالفي
- مونتاج: سعيد الشيخ
- موسيقى تصويرية: أندريه رايدر
- إنتاج: أفلام الشمس (أ. جبور)
- توزيع: أفلام نهضة الشرق (بول مراديان)